# Splín
Splín je označení pro zádumčivost, melancholii až depresivní náladu, nebo také světabol či trudnomyslnost. Jde o lidový pojem převzatý spíše z literatury (jako takový jej psychologie či psychiatrie nepoužívá a nahrazuje pojmy jako deprese či snížená nálada), který vyjadřuje a romantizuje různé úrovně smutku. Mnohdy bývá označován pro smutek vyvolaný nebo posílený alkoholem.